# Мынбай, Дархан Камзабекулы
Дархан Камзабекулы Мынбай (род. 26 января 1962, Кельтемашат, Южно-Казахстанская область) — казахстанский государственный деятель; министр культуры и информации Республики Казахстан (2012-2013). Депутат Мажилиса Парламента Республики Казахстан (2018-н.в.)

## Биография
Родился 26 января 1962 года в селе Жиынбай Тюлькубасского района Туркестанской области. Происходит из рода сикым племени дулат.

### Образование
1985 — Московский государственный университет им. М.В. Ломоносова — журналист.
2006 — Шымкентский университет — экономист
Кандидат технических наук.
Действительный член Международной академии информатизации.

### Трудовая деятельность
1978—1979 — рабочий совхоза «Кайнарбулакский» Сайрамского района
1985—1990 — редактор, старший редактор, старший литературный контрольный редактор КазТАГ
1990—1994 — старший консультант, старший референт Верховного Совета РК
1994—1996 — главный редактор республиканских газет «Оркен — Горизонт»
1996—1997 — вице-президент республиканской корпорации «Телевидение и радио Казахстана»
1997—2002 — заместитель акима Южно-Казахстанской области
2002—2004 — начальник департамента по делам молодежи и внутренней политике Южно-Казахстанской области
2004—2006 — аким Тюлькубасского района Южно-Казахстанской области
2005—2008 — заместитель акима Южно-Казахстанской области
2008 — вице-министр культуры и информации Казахстана
2008—2012 — заведующий отделом внутренней политики Администрации Президента РК
2012—2013 — министр культуры и информации Республики Казахстан
2013—2017 — директор Национального музея Республики Казахстан
С 14 марта 2017 года — заместитель председателя Ассамблеи народа Казахстана — заведующий секретариатом АНК Администрации Президента РК
13 февраля 2018 года — депутат Мажилиса Парламента Республики Казахстан.

## Награды
- 2009 — Орден «Курмет»
- 2017 — Орден «Парасат»[6]
- Медаль «Астана» (1998)
- Медаль «10 лет независимости Республики Казахстан» (2001)
- Медаль «10 лет Парламенту Республики Казахстан» (2005)
- Медаль «10 лет Конституции Республики Казахстан» (2005)
- Медаль «10 лет Астане» (2008)
- Медаль «20 лет независимости Республики Казахстан» (2011)
- Медаль «20 лет Конституции Республики Казахстан» (2015)
- Медаль «20 лет Ассамблеи народа Казахстана» (2015)
- Медаль «25 лет независимости Республики Казахстан» (2016)
- Медаль «МПА СНГ. 25 лет» (27 марта 2017 года, Межпарламентская ассамблея СНГ) — за заслуги в деле развития и укрепления парламентаризма, за вклад в развитие и совершенствование правовых основ функционирования Содружества Независимых Государств, укрепление международных связей и межпарламентского сотрудничества[7]